# Bitwa o zachodni Hubei
Bitwa o zachodni Hubei – walki toczone w prowincji Hubei pomiędzy Chińską Armią Narodowo Rewolucyjną a Cesarską Armią Japońską w okresie 5 maja – 11 czerwca 1943 r. Bitwa zakończyła się strategicznym zwycięstwem Chińczyków.

## Preludium

### Przygotowania i cele japońskie
Cele szykowanej przez Japończyków ofensywy były ograniczone. Wiedząc o gigantycznych trudnościach trapiących gospodarkę Chin zamierzano rozgrabić ryżowiska Henanu i Hubei, przerwać ruch statków wiozących żywność na Jangcy a także zawładnąć jak największą ilością barek i spichlerzy. Planowano wykrwawić wymęczone chińskie wojska by zniechęcić je do jakichkolwiek ofensywnych zamierzeń w Birmie. Przy okazji liczono, że atak spowoduje panikę z powodu obaw o rozpoczęcie ataku na Chongqing.
W połowie kwietnia gen. Yokoyama Isamu skoncentrował w rejonie Yichangu, siły uderzeniowe w sile 100 tys. żołnierzy. W ich skład wchodziły cztery dywizje (3., 13., 39. i 40.), 17 Samodzielna Brygada a także części dywizji 34 i 58. W zachodniej Hubei Japończycy prowadzili ograniczone działania już w lutym 1943 r. Penetrowali pomiędzy miastami Mianyang i Jianli. W marcu ich zwiadowcy przekroczyli rzekę Han, jednak kontratak ANR wyrzucił ich na pozycję wyjściowe.

### Przygotowania i cele chińskie
Czang Kaj-szek otrzymał ostrzeżenie o nadciągającej ofensywie od dowódcy chińskiego wywiadu Dai Li. Gen. Sun Lianzhong dowodzący 6 Strefą Wojenną (odpowiedzialny za nią Chen Cheng organizował Siły Y w Yunnanie), rozwinął naprzeciw pozycji nieprzyjaciela cztery grupy armii wachlarzem od Anxiangu na południu do położonej nad Jangcy twierdzy Shipai, pilnującej tzw. Trzech Przełomów na wielkiej rzece. W ostatnim tygodniu kwietnia cesarskie lotnictwo z Hankou, uderzyło na ANR a siły lądowe (3 Dywizja) ruszyły brzegiem jeziora Dongting. W tej sytuacji Czang Kaj Szek dał Chen Chengowi rozkaz do powrotu, ten miał ze sobą przywieźć 70 tys. żołnierzy z Yunnanu – planowanych do odbicia Birmy.
Plan chiński brał pod uwagę słabość sił. Zamierzano działać zgodnie z zaleceniami starożytnego mędrca Sun Zi – zamienić siłę w słabość. Zamierzano cofać się metodą wachlarza, najszybciej na południu a najwolniej na północy z czego osią miała być forteca Shipai. Japońską przewagę ognia chciano zmniejszyć prędko stworzonymi umocnieniami ziemnymi. Skrajnie wysunięte na południe odcinki, między Anxiangiem a Gong’anem i Gong’anem a Zhijiangiem zajęły grupy armii 29 i 10 dowodzone przez Wanga Zanxu i Wanga Jingjiu. Pozycji pomiędzy miastem Yidu a fortecą oraz samej twierdzy bronić miały tzw. Rzeczne Siły Obrony gen. Wu Jiweia, liczące tyle co grupa armii (4 korpusy i jednostki dodatkowe w tym garnizon Shipai, cztery pułki artylerii oraz dywizjon floty rzecznej). Grupy armii 33 i 26 miały stacjonować pomiędzy miastem Zhuandouwan a twierdzą Shipai. Chen Cheng zakładając słusznie, że wróg skupi siły na twierdzy, planował zwabienie ich na teren między Youyangguanem i zepchnięcie ich w stronę rzeki atakiem z flanki.
Rozkaz Czanga o ściągnięciu sił z Yunnanu wywołał wściekłość Josepha Stilwella. Amerykanin mimo iż znajdował się setki kilometrów od miejsca bitwy uważał, że to tylko łupieżczy zagon. Generał notabene uważał siły Y za niemal prywatną własność. W przed dzień szykującej się bitwy Stiwell opuścił armię, której był szefem sztabu, by udać się do Waszyngtonu na konferencję z prezydentem Franklinem Delano Rooseveltem i gen. Clairem Chennaultem.

## Przebieg walk

### Atak japoński

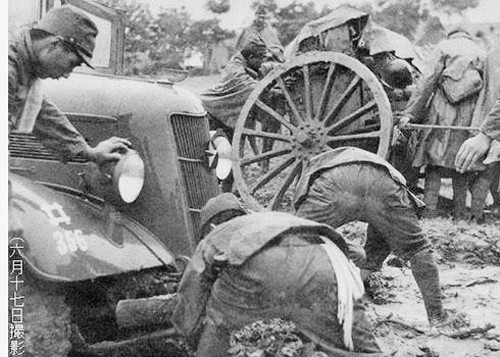
Japońscy żołnierze walczący z błotem. Pogoda miała duży wpływ na ruchy wojsk w Chinach bowiem wielkie armie używały zwykle zaprzęgów konnych. Zdjęcie wykonano w Anhui

Główne siły japońskie w Hubei przeszły do natarcia 5 maja. Cesarska 3 dywizja a także współpracujące 17 Samodzielna Brygada i dywizję 34 i 40 przesuwały się brzegiem jeziora Dongting, wypychając przed siebie wojska chińskiego 73 Korpusu. Jego dowódca Wang Zhibin przez dobą bronił zawzięcie Anxiangu i Nanxianu z powodu nie sprzyjającego terenu i przewadze wroga w artylerii oddał je 8 maja. Następnego dnia wykrwawione dywizje ANR rozpoczęły odwrót w kierunku południowego brzegu jeziora tocząc walki opóźniające pod Sanxianhu i Hungmiao. Część sił japońskich z dywizji 34. i 40., stanęły do obsadzenia zdobytego tereny, reszta jednak parła na zachód. 12 Japończycy z 3 Dywizji i 17 Brygady połączyli się na południe od Jinshi, ale próba szybkiego zdobycia miasta nie powiodła się.
Bardziej na północy 3 tys. żołnierzy wydzielonych z 13 Dywizji na japońskim prawym skrzydle zaatakowało Banzhudang. Tymczasem większość sił japońskich przeprawiła się przez rzekę Jing pomiędzy Yangji a Zhijiangiem, niszcząc na swej drodze złożoną z sześciu dywizji chińską 10 Grupę Armii. Na skrajnej północy japońska 3 dywizja nacierała bez większych przeszkód na północny zachód. Tymczasem chiński zwiad lotniczy meldował o zbieraniu się sił japońskich na zapleczu frontu pod Yichangiem, do tej pory nie walczących w bitwie. Chen Cheng wystawił do walki przeciwko owej pięści uderzeniowej korpusy 74 i 79 z 33 grupy armii. Resztki z 10 Grupy Armii miały w tym czasie hamować marsz przeciwnika w centrum. Należało obronić fortecę Shipai niezbędną do planowanego kontrnatarcia. Rozkazy chińskie groziły sądem polowym za oddanie twierdzy.
Rano 21 maja cesarska 13 Dywizja wykonała uderzenie na chińskie 58. i 67. dywizje, zdobywając po drodze Wangjianfan. Owe dywizję szybko zaczęły wycofywać się. na północny zachód. Nocą Japończycy przeszli rzekę Xiyang pod Niejiahe i Miaodan. W tym momencie japońska 39 dywizja na prawym brzegu Jangcy walczyła o Yuyangguan. Jej przeciwniczką była 13 Dywizja ANR gen. Cao Zeluna wchodząca w skład Rzecznych Sił Obrony. W mieście toczono ciężkie walki uliczne, jednak Japończycy wygrali zdobywając miasto 22 maja. Do tego momentu ofensywa japońska trwała planowo i sprawnie. Teraz kolumny Yokoyamy miały przebić się na południe drogą ku Henanowi przez Yidu nad Jangcy. 24 maja dywizje 3. i 39. zdobyły Changyang, idąc na kluczową twierdzę Shipai.

### Kontratak chiński

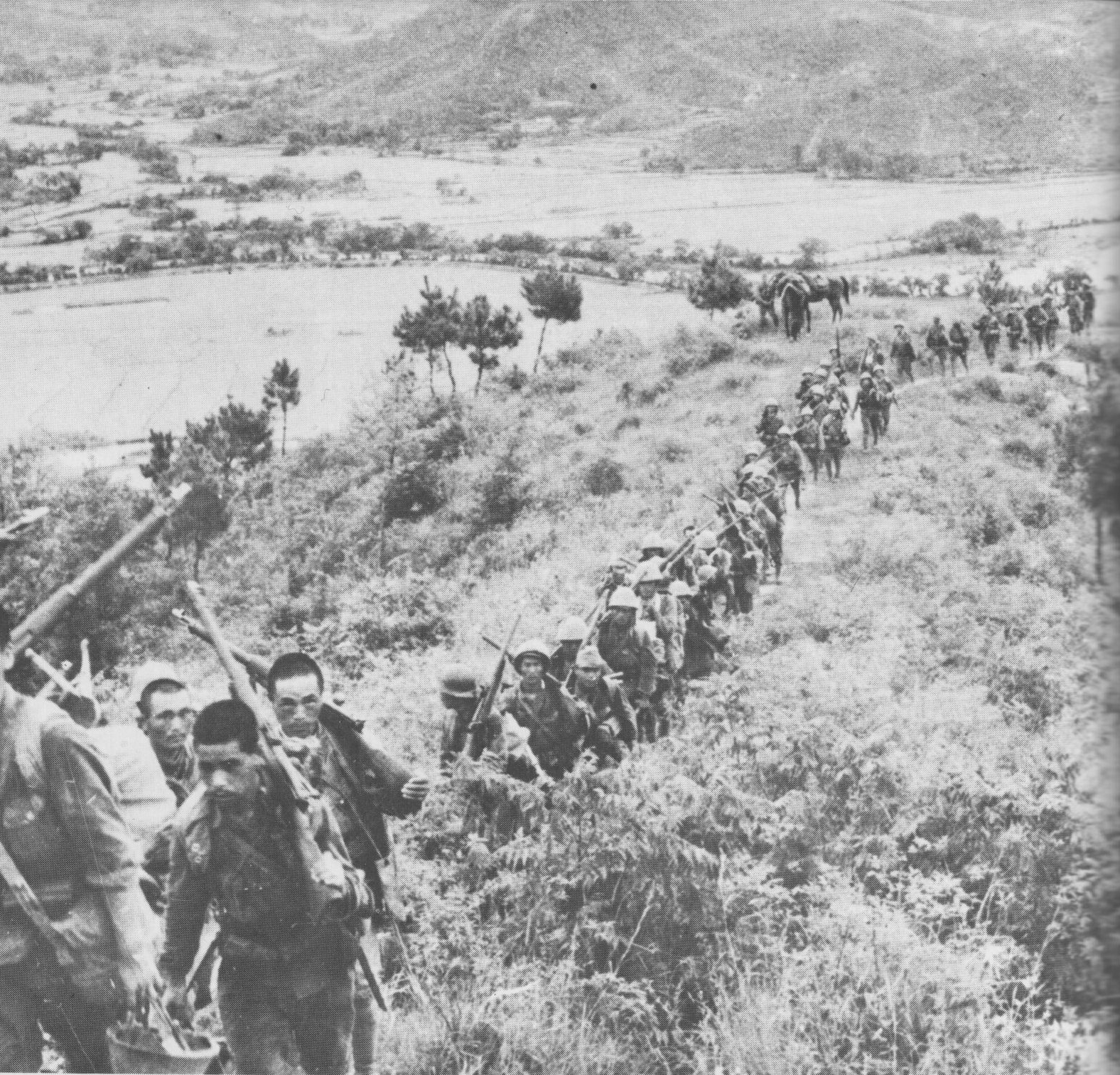
Kolumna japońskich żołnierzy w marszu. Zdjęcie z 1938 r. w Jiangxi

Chiński strateg Chen Cheng planował tymczasem uderzenie z wykorzystaniem jednostek z Yunnanu. Do Hubei przyjechał sam Czang Kaj Szek co zmniejszało problemy z łącznością i usuwało zwyczaj ingerowania dowódców niższego poziomu w przebieg walk. Siły japońskie podchodzące pod twierdzę Shipai liczyły 60 tys. ludzi, jednak Chińczycy byli przygotowani na ich nadejście. Władze Republiki Chińskiej zdawały sobie sprawę ze w związku z równoległą konferencją Trident, wynik walk w Hubei będzie miał wpływ na ocenę działań Chińczyków przez aliantów zachodnich.
Bitwa której intensywność wyraźnie zmalała po 24 maja, nabrała zaciętości 27 maja na linii frontu ciągnącej się w zakolu rzeki od Zhiju nad rzeką Jing do Shipai. Na tym obszarze teren sprzyjał Chińczykom, przeciwnik miał w razie klęski utrudniony odwrót. Atakująca z Yuangguanu cesarska 13 Dywizja po przejściu do Taizhu, została zaatakowana z obu flanek. Tymczasem 10 korpus Rzecznych Sił Obrony bronił zacięcie Zhiju. Obrona zakończyła się całkowitym sukcesem dzięki poświęceniu amerykańskich i chińskich lotników. Lotnicy Chennaulta przez cały dzień 28 maja atakowały stanowiska artyleryjskie Japończyków, niszcząc je. 29 maja chińska piechota uderzyła pomiędzy zniszczonymi zabudowaniami Zijiu. Japończycy wycofali się, a po kilku godzinach musieli opuścić Yuangguan. 118 dywizja ANR wyszła na tyły japońskich dywizji 3. i 13.
Wydarzenie to, które było oczywiste dla Chen Chenga, dzięki zwiadowi lotniczemu odwróciło losy kampanii. Na pole walki weszły elitarne jednostki z Yunnanu. Japończycy atakowali Shipai, strzelając z ciężkich dział, ale nie potrafili go zdobyć. Skomasowane jednostki japońskie były doskonałym celem dla lotników alianckich, którzy działali niemal bezkarnie. Generał Yokoyama, popełnił błąd nie zmieniając swojego planu mimo iż ten całkowicie się posypał. Wysyłał on kolejne jednostki na znakomite pozycję chińskie, z których sypały się pociski broni maszynowej. Przykładem mogą być ataki na Sanguanyan na przedpolach Shipai. Japończycy rozpoczęli odwrót 31 maja zostawiając konie i duże ilości zaopatrzenia.
ANR kontynuowała natarcie. Cztery wielkie jednostki chińskie okrążyły między Moshi i Yidy japońską 13 Dywizję i 17 Samodzielną Brygadę. Przez cały dzień 2 czerwca samoloty B-24 Liberator w barwach ANR bombardowały pozycję odciętych wojsk. 58 Dywizja cesarska nawet nie próbowała pomóc kompanom, lecz wracała na pozycję wyjściowe w rejon Yichangu. 3 czerwca Rzeczne Siły Obrony atakowały już na całej linii atakując na Gong’an i odbijając miasta Anxiang i Xianan. Siły przeciwnika zaczęły się wycofywać odtąd na całym froncie. Jednakże Japończykom mimo utraty Moshi przebili się 6 czerwca przez dwie chińskie dywizje wychodząc z okrążenia. Wyrwawszy się z okrążenia armia japońska miała już dosyć i zaczęła dalej się wycofywać. 8 czerwca Chińczycy zdobyli Yidu i Xinzhai. W nocy 11 czerwca piechota chińska zajęła Yangji i Songze, a następnego dnia 74 Korpus odbił Zhajiazui. Patrole dotarły do Jangcy. Front cofnął się na pozycję sprzed miesiąca.

## Rezultaty
Chińczycy triumfowali. Rządowa prasa nagłaśniała przykłady osobistego heroizmu np. sierżanta Dong Jiyuana, który od maja do czerwca zastrzelił ze swojego Mausera 98k 100 żołnierzy japońskich. Według szacunków ANR Japończycy stracili 30 000 ludzi. Być może te dane były trochę naciągane. trudno też uwierzyć przesadnie informacjom japońskim o 4 761 żołnierzach jako zbyt dokładnych. KMT w oczywisty sposób przejaskrawiał swe sukcesy. 80 tys. żołnierzy odniosło rany lub zginęło w większości z powodu braku opieki medycznej. Wojska wystrzelały niemal całą posiadaną amunicję. Zostało jej po bitwie na stoczenie jedynie miesięcznej kampanii.